# Olympische Geschichte Ugandas
| Gelbes Symbol für Goldmedaillen mit stilisierten Olympischen Ringen | Graues Symbol für Silbermedaillen mit stilisierten Olympischen Ringen | Braundes Symbol für Bronzemedaillen mit stilisierten Olympischen Ringen |
| ------------------------------------------------------------------- | --------------------------------------------------------------------- | ----------------------------------------------------------------------- |
| 5                                                                   | 5                                                                     | 3                                                                       |

Uganda, dessen NOK, das Uganda Olympic Committee, 1950 gegründet und 1956 vom IOC anerkannt wurde, nahm erstmals 1956 an Olympischen Sommerspielen teil. 1976 schloss sich Uganda dem Boykottaufruf für die Spiele in Montreal an. Zu Winterspielen wurden bislang keine Athleten geschickt.

## Übersicht

### 1956 bis 1996

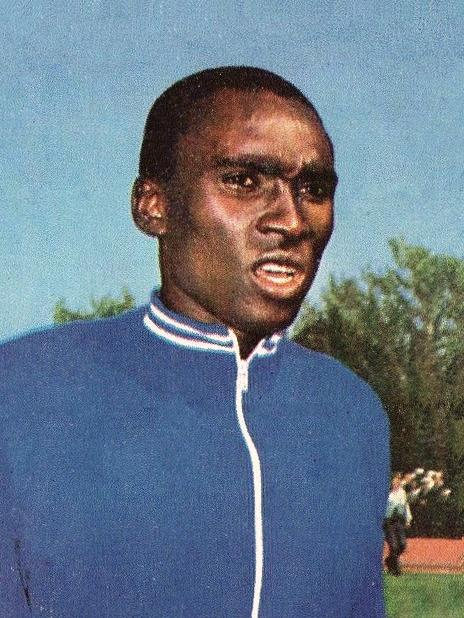
Ugandas erster Olympiasieger: John Akii-Bua, der 1972 über 400 Meter Hürden siegte

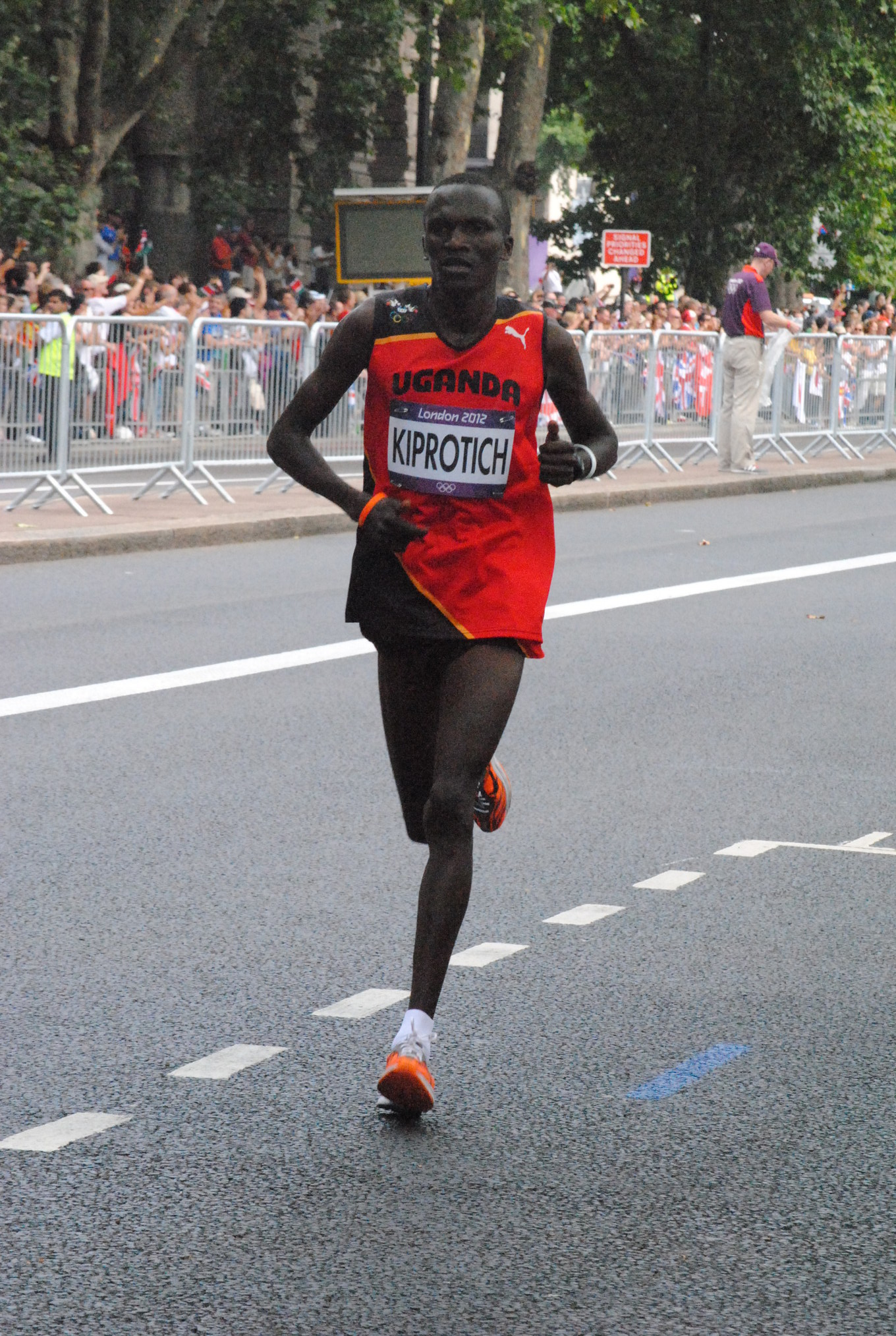
Stephen Kiprotich auf dem Weg zu seinem Olympiasieg im Marathon 2012

Ugandas erste Olympiamannschaft bestand 1956 in Melbourne aus drei Leichtathleten. Der 100-Meter-Läufer Ben Nduga und der Hochspringer Patrick Etolu waren am 23. November 1956 die ersten Olympioniken Ugandas. 1960 in Rom gingen erstmals ugandische Boxer an den Start. 1964 in Tokio erreichte Ernest Mabwa das Viertelfinale im Weltergewicht. In Tokio ging mit der 100-Meter-Läuferin Irene Muyanga die erste ugandische Frau bei Olympischen Spielen an den Start.
Die ersten Medaillengewinne Ugandas folgten 1968 in Mexiko-Stadt. Erster Medaillengewinner war der Boxer Eridadi Mukwanga mit Silber im Bantamgewicht. Eine Bronzemedaille konnte Leo Rwabwogo im Fliegengewicht gewinnen. Der Leichtgewichtler Mohamed Muruli erreichte ebenso das Viertelfinale wie der Halbschwergewichtler David Jackson. In der Leichtathletik erreichte Amos Omolo das Finale über 400 Meter und wurde Achter.
Die erfolgreichste Teilnahme Ugandas erfolgte bei den Spielen von München 1972. John Akii-Bua wurde im Wettkampf über 400 Meter Hürden erster ugandischer Olympiasieger. Boxer Leo Rwabwogo gewann eine Silbermedaille im Fliegengewicht und wurde damit erster Mehrfachmedaillist Ugandas. James Odwori erreichte im Halbfliegengewicht das Viertelfinale. In München nahm erstmals eine ugandische Hockeymannschaft am olympischen Turnier teil.
Uganda folgte dem Boykottaufruf der afrikanischen Länder und blieb den Spielen von Montreal 1976 fern. In Moskau 1980 gewann der Boxer John Mugabi Silber im Weltergewicht. Das Viertelfinale erreichten John Siryakibbe im Bantamgewicht und Peter Odhiambo im Mittelgewicht.
In Los Angeles 1984 nahmen erstmals ugandische Radrennfahrer, Schwimmer und Gewichtheber teil. In der Leichtathletik qualifizierte sich die 400-Meter-Staffel der Männer für das Finale und wurde Siebte. Im Boxen erreichten Charles Lubulwa im Federgewicht und Dodovic Owiny im Schwergewicht das Viertelfinale. Das einzige Spitzenergebnis 1988 in Seoul war das Erreichen des Viertelfinals durch den Boxer Franco Wanyama im Mittelgewicht.
Auch in Barcelona 1992, bei dem zum ersten Mal ein ugandischer Tischtennisspieler an den Start ging, blieb Uganda erfolglos. 1996 in Atlanta konnte hingegen der erste Medaillengewinn seit 16 Jahren gefeiert werden. Der Leichtathlet Davis Kamoga gewann Bronze im 400-Meter-Lauf.

#### 2000 bis heute
2000 in Sydney gingen erstmals eine ugandische Bogenschützin an den Start. 2004 in Athen stand im Zeichen der ugandischen Langstreckenläufer. Im 10.000-Meter-Lauf beendete Boniface Kiprop das Rennen auf Platz 4 und verfehlte die Bronzemedaille um etwas weniger als drei Sekunden. Im Boxen schied der Leichtgewichtler Sam Rukundo erst im Viertelfinale aus.
In Peking 2008 erreichte Moses Kipsiro im Finale des 5000-Meter-Laufes Platz 4. Benjamin Kiplagat wurde über 3000 Meter Hindernis im Finale Neunter. In Peking nahm erstmals ein ugandischer Badmintonspieler teil. In London 2012 gewann Stephen Kiprotich den Marathonlauf und wurde damit der zweite Olympiasieger Ugandas. Joshua Cheptegei lieferte 2016 in Rio de Janeiro mit Platz 6 über 10.000 Meter und Platz 8 über 5000 Meter die einzigen Spitzenergebnisse Ugandas ab. Fünf Jahre später in Tokio war die Medaillenbilanz des ugandischen Teams (2 Gold- sowie jeweils eine Silber- und Bronzemedaille), die bisher erfolgreichste des Landes. Alle Medaillen wurden in der Leichtathletik gewonnen. Joshua Cheptegei war dabei der erste ugandische Athlet, der zwei Medaillen gewinnen konnte. Darüber hinaus war Uganda durch Kathleen Noble erstmals im Rudern vertreten.

## Übersicht der Teilnehmer

### Sommerspiele
| Jahr      | Athleten           | Athleten           | Athleten           | Sportarten         | Sportarten         | Sportarten         | Sportarten         | Sportarten         | Sportarten         | Sportarten         | Sportarten         | Sportarten         | Sportarten         | Medaillen          | Medaillen          | Medaillen          | Medaillen          | Rang               |
| Jahr      | Gesamt             |                    |                    |                    |                    |                    |                    |                    |                    |                    |                    |                    |                    |                    |                    |                    | Medaillen – Gesamt | Rang               |
| --------- | ------------------ | ------------------ | ------------------ | ------------------ | ------------------ | ------------------ | ------------------ | ------------------ | ------------------ | ------------------ | ------------------ | ------------------ | ------------------ | ------------------ | ------------------ | ------------------ | ------------------ | ------------------ |
| 1896–1952 | nicht teilgenommen | nicht teilgenommen | nicht teilgenommen | nicht teilgenommen | nicht teilgenommen | nicht teilgenommen | nicht teilgenommen | nicht teilgenommen | nicht teilgenommen | nicht teilgenommen | nicht teilgenommen | nicht teilgenommen | nicht teilgenommen | nicht teilgenommen | nicht teilgenommen | nicht teilgenommen | nicht teilgenommen | nicht teilgenommen |
| 1956      | 3                  | 3                  | 0                  |                    |                    |                    |                    |                    | 3                  |                    |                    |                    |                    |                    |                    |                    |                    |                    |
| 1960      | 10                 | 10                 | 0                  |                    |                    | 6                  |                    |                    | 4                  |                    |                    |                    |                    |                    |                    |                    |                    |                    |
| 1964      | 13                 | 11                 | 2                  |                    |                    | 5                  |                    |                    | 8                  |                    |                    |                    |                    |                    |                    |                    |                    |                    |
| 1968      | 11                 | 11                 | 0                  |                    |                    | 8                  |                    |                    | 3                  |                    |                    |                    |                    |                    | 1                  | 1                  | 2                  | 36                 |
| 1972      | 33                 | 31                 | 2                  |                    |                    | 8                  |                    | 17                 | 8                  |                    |                    |                    |                    | 1                  | 1                  |                    | 2                  | 24                 |
| 1976      | nicht teilgenommen | nicht teilgenommen | nicht teilgenommen | nicht teilgenommen | nicht teilgenommen | nicht teilgenommen | nicht teilgenommen | nicht teilgenommen | nicht teilgenommen | nicht teilgenommen | nicht teilgenommen | nicht teilgenommen | nicht teilgenommen | nicht teilgenommen | nicht teilgenommen | nicht teilgenommen | nicht teilgenommen | nicht teilgenommen |
| 1980      | 13                 | 13                 | 0                  |                    |                    | 7                  |                    |                    | 6                  |                    |                    |                    |                    |                    | 1                  |                    | 1                  | 32                 |
| 1984      | 26                 | 24                 | 2                  |                    |                    | 11                 | 2                  |                    | 10                 | 2                  |                    | 1                  |                    |                    |                    |                    |                    |                    |
| 1988      | 24                 | 20                 | 4                  |                    |                    | 9                  | 2                  |                    | 13                 |                    |                    |                    |                    |                    |                    |                    |                    |                    |
| 1992      | 8                  | 6                  | 2                  |                    |                    | 3                  |                    |                    | 4                  |                    |                    |                    | 1                  |                    |                    |                    |                    |                    |
| 1996      | 10                 | 7                  | 3                  |                    |                    | 2                  | 1                  |                    | 4                  |                    |                    |                    | 3                  |                    |                    | 1                  | 1                  | 71                 |
| 2000      | 13                 | 9                  | 4                  |                    | 1                  | 4                  |                    |                    | 5                  |                    |                    | 2                  | 1                  |                    |                    |                    |                    |                    |
| 2004      | 11                 | 9                  | 2                  |                    |                    | 5                  | 1                  |                    | 4                  |                    |                    | 1                  |                    |                    |                    |                    |                    |                    |
| 2008      | 11                 | 9                  | 2                  | 1                  |                    | 1                  |                    |                    | 7                  |                    |                    | 2                  |                    |                    |                    |                    |                    |                    |
| 2012      | 15                 | 11                 | 4                  | 1                  |                    |                    | 1                  |                    | 11                 |                    |                    | 2                  |                    | 1                  |                    |                    | 1                  | 51                 |
| 2016      | 21                 | 14                 | 7                  |                    |                    | 2                  |                    |                    | 17                 |                    |                    | 2                  |                    |                    |                    |                    |                    |                    |
| 2020      | 25                 | 12                 | 13                 |                    |                    | 3                  |                    |                    | 19                 |                    | 1                  | 2                  |                    | 2                  | 1                  | 1                  | 4                  | 36                 |
| 2024      | 25                 | 12                 | 13                 |                    |                    |                    |                    |                    | 21                 | 1                  | 1                  | 2                  |                    | 1                  | 1                  |                    | 2                  | 55                 |
| Gesamt    | Gesamt             | Gesamt             | Gesamt             | Gesamt             | Gesamt             | Gesamt             | Gesamt             | Gesamt             | Gesamt             | Gesamt             | Gesamt             | Gesamt             | Gesamt             | 5                  | 5                  | 3                  | 13                 |                    |

### Winterspiele
| Jahr      | Athleten           | Athleten           | Athleten           | Sportarten         | Medaillen          | Medaillen          | Medaillen          | Medaillen          | Rang               |
| Jahr      | Gesamt             |                    |                    | Sportarten         |                    |                    |                    | Medaillen – Gesamt | Rang               |
| --------- | ------------------ | ------------------ | ------------------ | ------------------ | ------------------ | ------------------ | ------------------ | ------------------ | ------------------ |
| 1924–2022 | nicht teilgenommen | nicht teilgenommen | nicht teilgenommen | nicht teilgenommen | nicht teilgenommen | nicht teilgenommen | nicht teilgenommen | nicht teilgenommen | nicht teilgenommen |
| Gesamt    | Gesamt             | Gesamt             | Gesamt             | Gesamt             | 0                  | 0                  | 0                  | 0                  |                    |

## Liste der Medaillengewinner

### Goldmedaillen
| Name              | Spiele       | Sportart       | Disziplin            |
| ----------------- | ------------ | -------------- | -------------------- |
| John Akii-Bua     | 1972 München | Leichtathletik | 400 Meter Hürden     |
| Stephen Kiprotich | 2012 London  | Leichtathletik | Marathon             |
| Peruth Chemutai   | 2020 Tokio   | Leichtathletik | 3000 Meter Hindernis |
| Joshua Cheptegei  | 2020 Tokio   | Leichtathletik | 5000 Meter           |
| Joshua Cheptegei  | 2024 Paris   | Leichtathletik | 10.000 Meter         |

### Silbermedaillen
| Name             | Spiele            | Sportart       | Disziplin            |
| ---------------- | ----------------- | -------------- | -------------------- |
| Eridadi Mukwanga | 1968 Mexiko-Stadt | Boxen          | Bantamgewicht        |
| Leo Rwabwogo     | 1972 München      | Boxen          | Fliegengewicht       |
| John Mugabi      | 1980 Moskau       | Boxen          | Weltergewicht        |
| Joshua Cheptegei | 2020 Tokio        | Leichtathletik | 10.000 Meter         |
| Peruth Chemutai  | 2024 Paris        | Leichtathletik | 3000 Meter Hindernis |

### Bronzemedaillen
| Name          | Spiele            | Sportart       | Disziplin      |
| ------------- | ----------------- | -------------- | -------------- |
| Leo Rwabwogo  | 1968 Mexiko-Stadt | Boxen          | Fliegengewicht |
| Davis Kamoga  | 1996 Atlanta      | Leichtathletik | 400 Meter      |
| Jacob Kiplimo | 2020 Tokio        | Leichtathletik | 10.000 Meter   |

## Medaillen nach Sportart
| Sportart       | Gold | Silber | Bronze | Gesamt |
| Leichtathletik | 5    | 2      | 2      | 9      |
| Boxen          | 0    | 3      | 1      | 4      |
| Gesamt         | 5    | 5      | 3      | 13     |